# Hệ thống tài chính

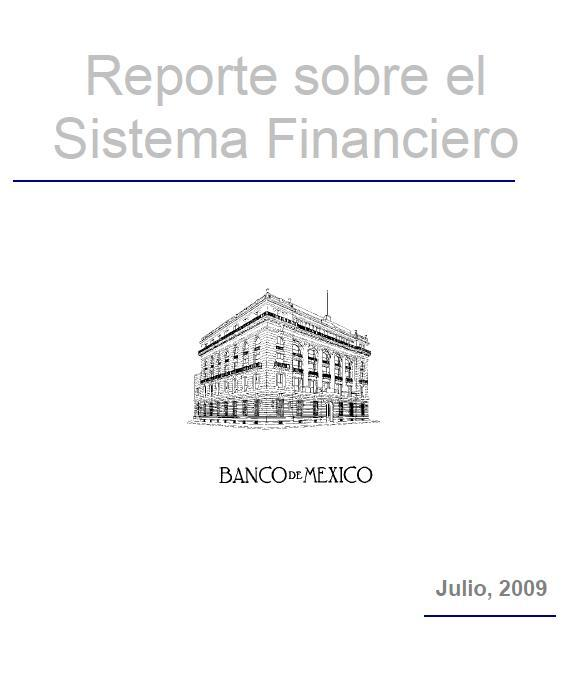
Một bản báo cáo về cấu trúc hệ thống tài chính ngân hàng

Hệ thống tài chính (Financial system) là mạng lưới (hệ thống) các trung gian tài chính (ngân hàng thương mại, tổ chức tiết kiệm và cho vay, bảo hiểm) và thị trường tài chính (thị trường cổ phiếu, trái phiếu) mà ở đó diễn ra việc tham gia giao dịch, mua bán nhiều loại công cụ tài chính khác nhau (tiền gửi ngân hàng, tín phiếu kho bạc, cổ phiếu, trái phiếu) có liên quan đến việc chuyển tiền, vay và cho vay vốn (tài trợ tín dụng). Hệ thống tài chính hoạt động ở cấp quốc gia và toàn cầu. Hệ thống tài chính nói chung bao gồm các dịch vụ tài chính, thị trường tài chính, hạ tầng thị trường tài chính và định chế tài chính, thể chế tài chính phức tạp, đan xen, có liên quan chặt chẽ với nhau nhằm cung cấp mối liên kết hiệu quả, tối ưu và thường xuyên giữa các nhà đầu tư và người gửi tiền.
Nói cách khác, hệ thống tài chính có thể được biết đến là nơi tồn tại của việc trao đổi phương tiện tài chính (tiền tệ) trong khi có sự phân bổ lại vốn (cơ cấu dòng vốn) vào các khu vực cần thiết (thị trường tài chính, doanh nghiệp kinh doanh, ngân hàng) để tận dụng tiềm năng của lý tưởng của tiền tệ và việc luân chuyển, sử dụng để nhận được lợi ích từ chúng. Toàn bộ cơ chế này được gọi là hệ thống tài chính. Các trung gian tài chính và thị trường tài chính đóng vai trò then chốt trong nền kinh tế với tư cách tổ chức trung gian trong quá trình chuyển các khoản tiết kiệm và nguồn vốn khác tới tay người vay. Một trong những nhiệm vụ cơ bản của chúng là điều hòa các yêu cầu khác nhau của người tiết kiệm và người đầu tư, qua đó tạo ra mức tiết kiệm và đầu tư cao hơn trường hợp không có chúng. Hệ thống tài chính, thanh toán cũng là một trong những yếu tố trong việc duy trì an ninh kinh tế của một cơ cấu.

## Thành phần
Hệ thống tài chính bao gồm các thành phần chính như:
- Tài chính công (gồm ngân sách nhà nước và các quỹ ngoài ngân sách).
- Tài chính doanh nghiệp.
- Thị trường tài chính (gồm thị trường tiền tệ và thị trường vốn).
- Tài chính quốc tế (ví dụ như các trung tâm tài chính).
- Tài chính hộ gia đình, tài chính cá nhân.
- Tài chính các tổ chức xã hội.
- Tài chính trung gian (bao gồm tín dụng, bảo hiểm).